# 마디타

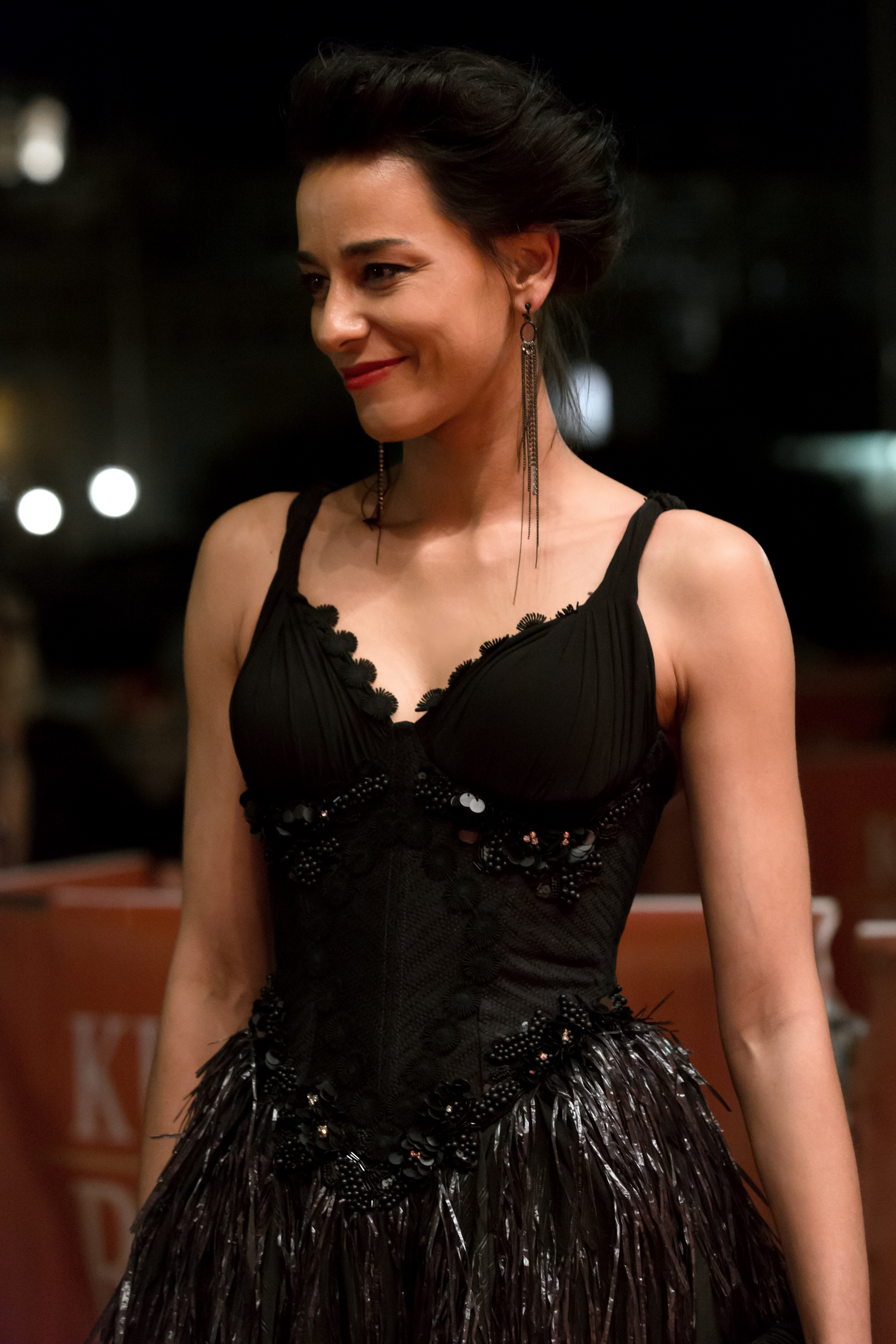

마디타(Madita, 1978년 1월 21일 ~ )는 오스트리아의 배우, 싱어송라이터, 영화배우이다.
빈에서 태어났다.

## 영화
- 쿠오바디스, 아이다 (2020년) - 베스나 역
- 러브 메이비 (2016년)
- 블러드 글래셔: 알프스의 살인빙하 (2013년)
- 더 본 맨 (2009년)
- 포 미니츠 (2006년)
- 젤라리 (2003년)
- 비엔나의 북부 지역 (1999년)